# Jumiles
Gli jumiles (), conosciuti anche come cimici di montagna o xotlinilli, sono piccole cimici, generalmente della specie Atizies taxcoensis  oppure Euschistus taxcoensis nativa della zona di Taxco, nello stato di Guerrero nel Messico.
Nei fatti, qualsiasi hemiptera commestibile delle famiglie delle Coreidae o Pentatomidae può essere classificata come "jumiles". La loro dieta include foglie di leccio (Quercus ilex). (in Messico non è presente il leccio, le abitudini alimentari dei Rhynchota in Europa sono estremamente varie.)

## Uso alimentare
Gli jumiles, della dimensione di circa un centimetro (le femmine sono più grandi dei maschi) sono raccolti per le loro proprietà culinarie: possono essere cucinati arrostiti, fritti, crudi e addirittura vivi.
Un tipo di salsa viene preparata mescolando pomodori freschi, chili e cipolle con gli jumiles, il tutto vengono macinato dentro un molcajete. La salsa poi viene servita insieme alle tortillas di mais.

## Raccolta
La stagione di raccolta dei jumiles inizia il 1º novembre, in occasione di una grossa fiesta a Taxco. I partecipanti alla fiesta vanno nel parco montuoso di Huisteco per raccogliere i jumiles ed incoronare la "regina Jumil". Gli jumiles sono abbondanti da novembre fino a febbraio, e diventano scarsi dopo le prime piogge.

## Sapore
Gli jumiles hanno un odore simile alla cannella. Sono considerati un gusto acquisito a causa del loro alto contenuto di iodio, che conferisce un sapore amaro e medicinale. Gli jumiles sono inoltre una buone fonte di triptofano e di vitamine come la riboflavina e la niacina.
I chumiles sono simili e più piccole hemipterae della stessa regione, a sud di Morelos e a nord di Guerrero, che sono utilizzati anch'essi come cibo. Entrambi i jumiles e i chumiles sono insetti dell'ordine degli hemiptera e famiglia delle Pentatomidae. , comunemente chiamate cimici in italiano.
Nell'episodio "Ultimate Mexico" della serie televisiva Globe Trekker, Justine Shapiro mangia uno jumil vivo. Anche Andrew Zimmern, durante il suo show televisivo Bizarre Foods, ha mangiato gli jumiles, precisando che essi assomigliano a gomme da masticare al gusto tutti-frutti.

## In altre culture
In Africa i Pentatomidi sono o sono stati usati a scopo alimentare in Sudafrica e Zimbabwe. Nel Sudafrica è citato da Faure, 1944, l'uso della specie Euchosternum delagorguei presso l'etnia Mapulana con il nome locale di thosono. Documenti risalenti al 1934 citano l'impiego della stessa specie, apprezzata e ricercata, con il nome locale di harugwa anche presso popolazioni indigene dello Zimbabwe.
In Asia è citato il consumo di Pentatomidi in India, facenti capo ai generi Bagrada e Erthesina. Inoltre in Asia sono utilizzati a scopo alimentare anche altri Pentatomoidei appartenenti alle famiglie dei Dinidoridae e Tessaratomidae in Cina e Thailandia.